# Kawerna w Piekarach
Kawerna w Piekarach – kawerna w Kamieniołomie w Piekarach znajdującym się w grupie Skałek Piekarskich na lewym brzegu Wisły w miejscowości Piekary pod Krakowem. Nazwę podaje wykaz jaskiń Bramy Krakowskiej.

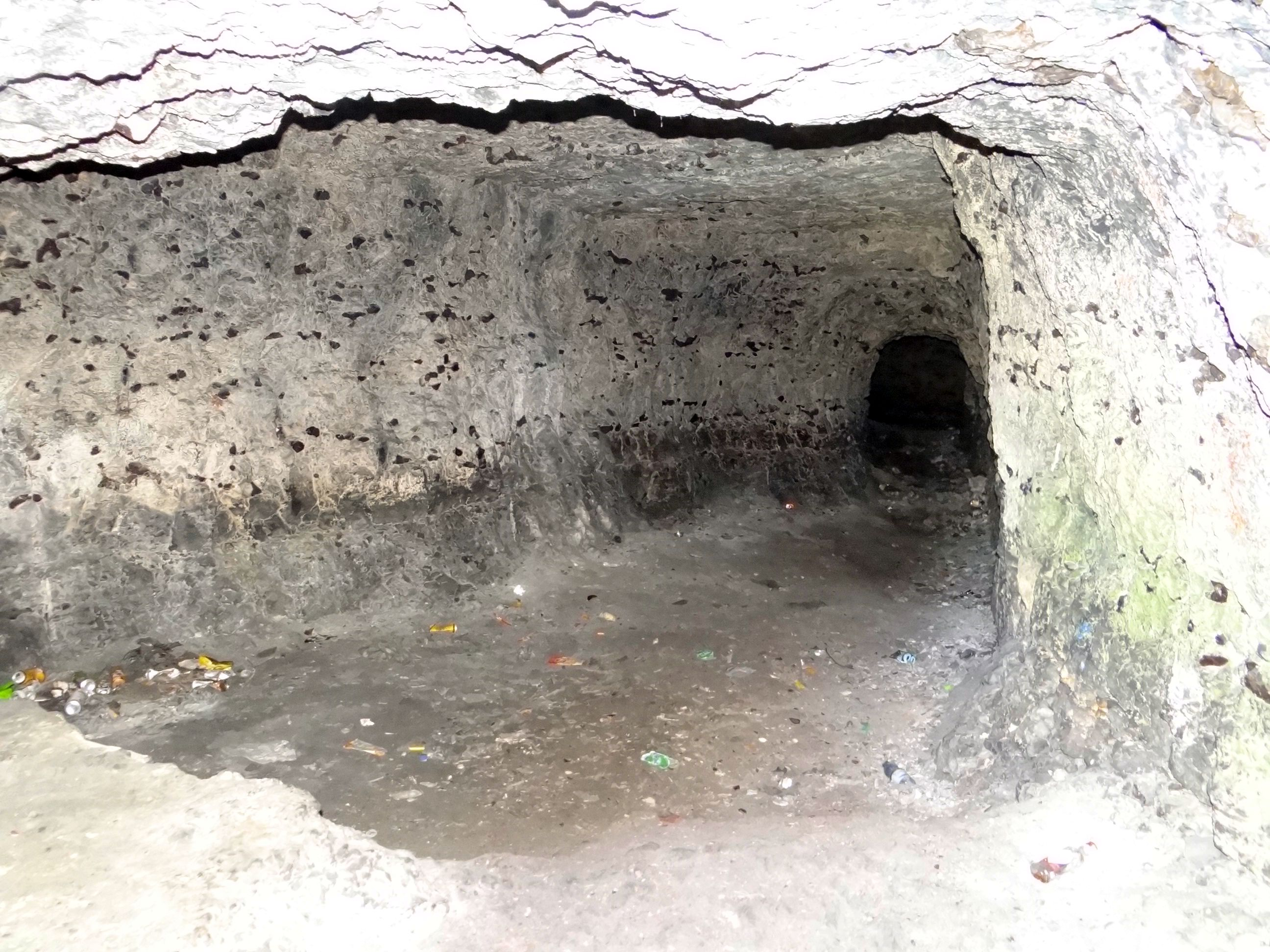
Korytarz

Sztolnia znajduje się w południowej, opadającej do terasu Wisły pionowej ścianie kamieniołomu o wysokości 15 m i długości około 200 m. Wykuta została w uławiconym wapieniu z okresu górnej jury. Pochodzi z końca XIX wieku, a wykonano ją na zlecenie właścicieli Pałacu w Piekarach, którzy używali jej do przechowywania żywności. Jest łatwa do zwiedzania. Otwór wlotowy jest widoczny z daleka, m.in. z przeciwpowodziowych wałów wiślanych. Znajduje się na wysokości 210 m n.p.m., a 2 m powyżej płaskiego podnóża kamieniołomu. Otwór i prowadząca od niego w głąb ściany sztolnia ma mniej więcej kwadratowy przekrój o boku około 2 m. W ścianach można zaobserwować niewielkie krasowe wnęki. Łączna długość całej sztolni wynosi 68 m. Znajdują się w niej dwie nieregularnego kształtu komory. Korytarz prowadzący od wylotu sztolni ma długość 30 m i doprowadza do ustawionego mniej więcej pod kątem prostym w stosunku do niego drugiego tunelu o długości 38 m. Ten drugi tunel ma szerokość do 5 m wysokość do 4 m. W jego boku znajduje się kwadratowa komora o boku 4 m. Końcowa część tunelu jest obudowana cegłą. Ma drugi otwór wylotowy (północny), ale obecnie zamurowany ceglanym murem.
Dno jaskini jest skaliste i suche. Pierwsza część korytarza jest oświetlona przez światło słoneczne, korytarz boczny w tylnej części jest ciemny.